# Карвальяйш (Мирандела)
Карвальяйш (порт. Carvalhais) — приход (фрегезия) в Португалии, входит в округ Браганса. Является составной частью муниципалитета Мирандела. По старому административному делению входил в провинцию Траз-уж-Монтиш и Алту-Дору. Входит в экономико-статистический субрегион Алту-Траз-уш-Монтеш, который входит в Северный регион. Население составляет 1350 человек на 2001 год. Занимает площадь 24,78 км².
Действует аграрное училище, во многом ради которого Лёгкое метро Миранделы достигло Карвальяйша.